# ハーベイ・ウォールバンガー
ハーベイ・ウォールバンガー（英: Harvey Wallbanger）は、ウォッカベースのカクテルで、冷たいタイプのロングドリンク。スクリュー・ドライバーにガリアーノを浮かべたカクテルとも言うことができる。

## 由来
1968年から1970年に間にカリフォルニア州マンハッタンビーチの「パンチョズ・バー」で考案されたと言われる。
このカクテルの由来には諸説存在する。
サーファーのハーベイ氏
- サーフィンの大会で負けたハーベイ氏がやけ酒として飲んでいた。
- サーフィンの大会で勝ったハーベイ氏が祝い酒として飲んで酔っ払い、壁を叩きながら帰った。
- サーフィンの大会で負けたハーベイ氏がやけ酒として飲んで酔っ払い、壁を叩きながら帰った姿をみた人が「壁叩きのハーベイ」と名付けた。

セールスマンのハーベイ氏
- ガリアーノのセールスマンだったハーベイ氏がこれを飲んで酔って壁に頭をぶつけた。
- ガリアーノのセールスマンだったハーベイ氏が拡販用にこのカクテルを作って振る舞っていたが、自分も飲んで酔っ払い、頭をぶつけながらセールスして回った。

不明のハーベイ氏
- これを飲んで酔ったハーベイ氏がふらふらになって壁にぶつかった。
- これを飲んで酔ったハーベイ氏がふらふらになって頭を壁にぶつけた。
- これを飲んで酔ったハーベイ氏が壁を叩きながら帰る姿を見た人が「壁叩きのハーベイ」と名付けた。

## 作り方の例
レシピ
- ウォッカ - 45ml
- オレンジジュース - 適量
- ガリアーノ - 2tsp

作り方
1. 氷を入れたグラスにウォッカとオレンジジュースを入れてステアする。
2. ガリアーノをフロートさせる。
3. カットしたオレンジをグラスに飾る。